# 椭圆叶白前
椭圆叶白前（学名：Cynanchum balfourianum）为夹竹桃科鹅绒藤属的植物。分布于中国大陆的云南等地，一般生于山地林中，目前尚未由人工引种栽培。